# イムティアズ・アハマド (外交官)
イムティアズ・アハマド（ウルドゥー語: امتیاز احمد イムティアーズ・アフマド、英語: Imtiaz Ahmad、1962年 - ）は、パキスタンの外交官、大使。三度にわたる駐日大使館での在外勤務や在アルゼンチン大使、外務次官補、外務特別次官などを経て、2019年7月に次期駐日大使として着任。同年9月から2022年3月にかけて駐日大使を務めた。既婚で娘が一人、息子が二人いる。

## 経歴
- 1986年　　　　: 外務省（ウルドゥー語版、英語版）入省[1]。
- 1989年 - 1993年: 駐日パキスタン大使館で在外勤務[1]
- 1993年 - 1994年: 本省勤務 職員[1]
- 1996年　　　　: 本省勤務 職員[1]
- 1996年 - 1998年: 在スウェーデンパキスタン大使館（スウェーデン語版）で在外勤務[1]
- 1998年 - 2002年: 駐日パキスタン大使館で在外勤務[1]
- 2002年 - 2004年: 本省勤務 課長[1]
- 2004年 - 2007年: 在大韓民国パキスタン大使館で在外勤務[1]
- 2007年 - 2011年: 駐日パキスタン大使館で在外勤務[1]
- 2011年 - 2013年: 本省勤務 局長[1]
- 2013年 - 2017年: 在アルゼンチンパキスタン大使[1]
- 2017年 - 2018年: 本省勤務 外務次官補[1]
- 2018年 - 2019年: 本省勤務 外務特別次官[1]
- 2019年 - 2022年: 駐日パキスタン大使（7月22日に着任[1]、9月5日に信任状を捧呈[2]）

## 日本との関係
1989年から1993年にかけて駐日パキスタン大使館で初めての在外勤務、1998年から2002年にかけて二度目の日本在勤、2007年から2011年にかけて三度目の日本在勤。
外務次官補として在任中の2018年4月20日、オベイス・アフマド・ビルグラミ海軍少将らと共に東京で開催された第6回日・パキスタン安全保障対話に参加した。
2019年5月20日、次期駐日大使に指名される。同年6月18日、ビルグラミ少将と共にイスラマバードで開催された第7回日・パキスタン安全保障対話に外務特別次官として参加した。
2019年7月22日、次期駐日大使として東京に着任、これが四度目の日本在勤となる。
2019年8月10日から14日にかけて東京都台東区の上野公園で「パキスタン&ジャパン フレンドシップフェスティバル2019」（英語: Pakistan & Japan Friendship Festival 2019）が開催されたが、初日の8月10日に服部征夫台東区長と共にアハマド次期駐日大使が開会の音頭を取った。8月11日には、皆野町立皆野中学校（埼玉県秩父郡）の3年生30人が同フェスティバルに参加して秩父音頭の披露や在日パキスタン人への振り付け指導をしたが、このときアハマド次期大使がパキスタン側の代表として彼らを迎え入れて、パキスタンに関する中学生からの質疑応答も行った。
2019年9月5日、皇居で信任状を捧呈し、駐日大使として正式に就任。同年10月23日、即位礼正殿の儀参列のため訪日していたアリフ・アルヴィ大統領が迎賓館赤坂離宮で安倍晋三内閣総理大臣と会談を行ったが、この首脳会談にアハマド大使も同席している。
2020年1月8日、安倍晋三内閣総理大臣が日本語を話す駐日各国大使18名および次期駐日大使1名を総理公邸に招いて昼食会を主催したが、アハマド大使も参加した各国大使のうちの一人であった。
2022年1月27日、本田太郎外務大臣政務官主催のもと日本・南西アジア交流年キックオフイベントとして東京都千代田区のホテルニューオータニで書き初め会が開催された。アハマド大使も他の南西アジア駐日各国大使らと共に書き初め会に参加し、「パキスタン、日本、友情万歳」を意味するウルドゥー語 “پاکستان جاپان دوستی زندہ باد” をウルドゥー文字で書いた上で、日本・南西アジア交流年に向けた思いや2022年の抱負について述べた。